# Мішкино (Мішкинський район, Башкортостан)
Мі́шкино (рос. Мишкино, башк. Мишкә) — село, центр Мішкинського району Башкортостану, Росія. Адміністративний центр Мішкинської сільської ради.
Населення — 6021 особа (2010; 5797 у 2002).
Національний склад:
- марійці — 57 %